# Brunnstorpsmossens naturreservat
Brunnstorpsmossens naturreservat är ett naturreservat i Sävsjö kommun i Jönköpings län.
Området är skyddat sedan 2023 och är 7,4 hektar stort. Det är beläget nordväst om Sävsjö. Området består av granskog, tallskog, lövblandad barrskog och öppen våtmark